# 酒井友之
酒井 友之（さかい ともゆき、1979年6月29日 - ）は、埼玉県三郷市出身の元プロサッカー選手。現役時代のポジションはミッドフィールダー（ボランチ、右サイドハーフ）。元日本代表。

## 来歴
埼玉県三郷市で生まれ、小学2年生のときに東京都練馬区に転居。小学1年生のときにサッカーを始め、中学年代からはジェフユナイテッド市原のアカデミーに所属。1997年5月3日のJリーグ第6節清水エスパルス戦にてJリーグ初出場、同年5月7日のサンフレッチェ広島戦で初ゴールを記録。同年は高校生ながら18試合に出場して2ゴールの成績を残す。
2000年まで在籍した市原では毎年のように残留争いに巻き込まれ、より上位のチームでプレーしたいという希望から2001年に名古屋グランパスエイトに移籍。3シーズン在籍し、山口素弘の後釜としてボランチを務めたほか、サイドなど複数のポジションをこなす。コンスタントに出場を重ねていたが、2003年途中に監督に就任したネルシーニョの下では出場機会を失う。
2004年、オファーを受けた浦和レッドダイヤモンズへと移籍。浦和では同じポジションに、のちに日本代表でも中心選手となる長谷部誠や鈴木啓太がいたこともあり決して出番は多くなかったものの、彼らの欠場に得た出場機会でしっかりと仕事をするため、首脳陣やチームメイトの信頼は厚かった。中でも2004年11月6日に行われたJ1セカンドステージ第12節、対清水エスパルス戦の68分に挙げた同点ゴールは今でもサポーターの中で語り草になっている。その3日前に行われたナビスコカップ決勝でFC東京にPK戦の末に敗れ、この試合も前半に先制点を許し重苦しいムードが漂う中、酒井が左足を一閃したミドルシュートは相手DFに当たりゴールへ吸い込まれ、ムードが一変する。これで勢いに乗った浦和は84分に田中マルクス闘莉王が逆転ゴールを決めて勝利し、ステージ優勝に向けて貴重な勝ち点3を得る事となった。
2007年7月に出場機会を求めヴィッセル神戸へ完全移籍。1年目は10試合に出場したが、2008年は以前から痛めていた腰の状態が悪化し、公式戦出場なし。戦力外通告を受け同年限りで神戸を退団。
以降は手術をした腰のリハビリとトレーニングをしながら所属クラブを探した。監督の斉藤俊秀から直接オファーを受け、2009年8月から4ヶ月間の契約期間で静岡県社会人リーグ1部に所属する藤枝MYFCに加入。藤枝との契約満了後、セルビアのクラブ、湘南ベルマーレ、愛媛FC、ベトナムのクラブの練習に参加したがいずれも契約には至らず。2010年8月、インドネシアで実施された外国人選手を対象としたトライアウトに「インドネシアで決まらなかったら引退する覚悟」で参加。
2010年9月にインドネシア・スーパーリーグのペリタ・ジャヤに1年の契約期間で加入。9月25日の開幕戦では1ゴール2アシストの活躍で勝利に貢献した。2011年2月、チームの成績が低迷するなかクラブは酒井を含む4人の外国人選手を戦力外とした。翌3月からは同じくペリタ・ジャヤを戦力外となった柴小屋雄一とともに同リーグのペルセワ・ワメナに移籍。シーズン終了の6月までプレーした
2011-12シーズンもインドネシアでのプレーを望み8月から現地で所属チーム探しを続け、リーグ開幕直前の2011年11月にインドネシア・スーパーリーグのペリシラム・ラージャ・アンパットと契約。主にボランチをこなし、リーグ戦の34試合すべてに出場した。
2013年から、2部リーグのデルトラス・シドアルジョに入団したが、前半戦終了時の4月に退団した。
同年8月より現役引退し、古巣浦和のハートフルクラブのコーチに就任。

## 代表
U-16、17日本代表では、1994年U-16アジアユース選手権に優勝、1995年U-17世界選手権に出場。
U-19、20日本代表では、1998年アジアユース選手権に準優勝、1999年U-20ワールドユース選手権に準優勝。アジアユース選手権ではボランチとして出場していたが、1999年U-20ワールドユース選手権では、右ウイングバックと当初目されていた市川大祐が大会を欠場したため、フィリップ・トルシエによって酒井が同ポジションにコンバートされ全試合に出場した。
U-20代表と同じくトルシエが監督を務めるU-22、23代表（オリンピック代表）でも引き続き右ウイングバックとして起用される。2000年、シドニーオリンピックにレギュラーとして4試合すべてに出場。決勝トーナメントに進出。しかし、一回戦の対アメリカ戦で2-1とリードしていた試合終了直前に痛恨のPKを献上してしまう。これを決められ、最終的にPK戦の末、敗れた。
2000年12月20日の韓国戦にて途中出場ながらA代表デビューを果たす。

## エピソード
- 浦和時代はアレックスと共にいじられキャラとしてチームメイトに愛されていた。レッズフェスタでのトークショーで「（癒し効果のある）マイナスイオンを発する男」とも言われた事がある。ただし、市原ユースの後輩で市原でもチームメイトだった阿部勇樹はユース時代から酒井に対して「怖い先輩」のイメージしかなかったため、阿部が2007年に浦和に移籍して再会した際、あまりの酒井のキャラの変貌ぶりに驚きを隠せなかった。
- 趣味はサーフィン。友人の永井雄一郎と一緒にサーフィンをする様子がお互いのブログで紹介されている。

## 所属クラブ
ユース経歴
- 1992年 - 1994年 ジェフユナイテッド市原ジュニアユース（光が丘第二中学校）
- 1995年 - 1997年 ジェフユナイテッド市原ユース（東京都立豊島高等学校）

プロ経歴
- 1998年 - 2000年  ジェフユナイテッド市原
- 2001年 - 2003年  名古屋グランパスエイト
- 2004年 - 2007年7月  浦和レッドダイヤモンズ
- 2007年7月 - 2008年  ヴィッセル神戸
- 2009年7月 - 同9年12月   藤枝MYFC
- 2010年9月 - 2011年2月  ペリタ・ジャヤ（英語版）
- 2011年3月 - 同年6月  ペルセワ・ワメナ（英語版）
- 2011年11月 - 2012年  ペリシラム・ラージャ・アンパット（英語版）
- 2013年1月 - 同年4月  デルトラス・シドアルジョ（英語版）

## 個人成績
| 国内大会個人成績 | 国内大会個人成績             | 国内大会個人成績 | 国内大会個人成績 | 国内大会個人成績 | 国内大会個人成績 | 国内大会個人成績 | 国内大会個人成績 | 国内大会個人成績 | 国内大会個人成績 | 国内大会個人成績 | 国内大会個人成績 |
| 年度             | クラブ                       | 背番号           | リーグ           | リーグ戦         | リーグ戦         | リーグ杯         | リーグ杯         | オープン杯       | オープン杯       | 期間通算         | 期間通算         |
| 年度             | クラブ                       | 背番号           | リーグ           | 出場             | 得点             | 出場             | 得点             | 出場             | 得点             | 出場             | 得点             |
| 日本             | 日本                         | 日本             | 日本             | リーグ戦         | リーグ戦         | リーグ杯         | リーグ杯         | 天皇杯           | 天皇杯           | 期間通算         | 期間通算         |
| ---------------- | ---------------------------- | ---------------- | ---------------- | ---------------- | ---------------- | ---------------- | ---------------- | ---------------- | ---------------- | ---------------- | ---------------- |
| 1997             | 市原                         | 27               | J                | 18               | 2                | 1                | 0                | 2                | 0                | 21               | 2                |
| 1998             | 市原                         | 6                | J                | 25               | 0                | 6                | 1                | 1                | 0                | 32               | 1                |
| 1999             | 市原                         | 6                | J1               | 22               | 0                | 0                | 0                | 1                | 1                | 23               | 1                |
| 2000             | 市原                         | 6                | J1               | 27               | 1                | 2                | 0                | 3                | 1                | 32               | 2                |
| 2001             | 名古屋                       | 8                | J1               | 25               | 3                | 6                | 0                | 1                | 0                | 32               | 3                |
| 2002             | 名古屋                       | 8                | J1               | 29               | 1                | 6                | 0                | 3                | 0                | 38               | 1                |
| 2003             | 名古屋                       | 8                | J1               | 17               | 1                | 3                | 0                | 0                | 0                | 20               | 1                |
| 2004             | 浦和                         | 7                | J1               | 19               | 1                | 7                | 1                | 3                | 0                | 29               | 2                |
| 2005             | 浦和                         | 7                | J1               | 18               | 2                | 6                | 0                | 4                | 0                | 28               | 2                |
| 2006             | 浦和                         | 7                | J1               | 3                | 0                | 5                | 1                | 3                | 0                | 11               | 1                |
| 2007             | 浦和                         | 7                | J1               | 0                | 0                | 0                | 0                | -                | -                | 0                | 0                |
| 2007             | 神戸                         | 44               | J1               | 10               | 0                | -                | -                | 2                | 0                | 12               | 0                |
| 2008             | 神戸                         | 14               | J1               | 0                | 0                | 0                | 0                | 0                | 0                | 0                | 0                |
| 2009             | 藤枝                         | 50               | 静岡県1部        | 8                | 3                | -                | -                | -                | -                | 8                | 3                |
| インドネシア     | インドネシア                 | インドネシア     | インドネシア     | リーグ戦         | リーグ戦         | リーグ杯         | リーグ杯         | オープン杯       | オープン杯       | 期間通算         | 期間通算         |
| 2010-11          | ペリタ・ジャヤ               | 7                | スーパーリーグ   | 10               | 1                | -                | -                | -                | -                | 10               | 1                |
| 2010-11          | ペルセワ・ワメナ             | -                | スーパーリーグ   | 12               | 0                | -                | -                | -                | -                | 12               | 0                |
| 2011-12          | ペリシラム・ラジャアンパット | 32               | スーパーリーグ   | 23               | 2                | -                | -                | -                | -                | 23               | 2                |
| 通算             | 日本                         | 日本             | J1               | 213              | 11               | 42               | 3                | 23               | 2                | 278              | 16               |
| 通算             | 日本                         | 日本             | 静岡県1部        | 8                | 3                | -                | -                | 0                | 0                | 8                | 3                |
| 通算             | インドネシア                 | インドネシア     | スーパーリーグ   | 45               | 3                | -                | -                | -                | -                | 45               | 3                |
| 総通算           | 総通算                       | 総通算           | 総通算           | 266              | 17               | 42               | 3                | 23               | 2                | 331              | 22               |

その他の公式戦
- 1998年
  - J1参入決定戦 2試合1得点
- 2006年
  - スーパーカップ 1試合0得点

その他の国際公式戦
- 2000/01 アジアカップウィナーズカップ 2試合0得点
- 2007年
  - A3チャンピオンズカップ 2試合0得点

- Jリーグ初出場： 1997年5月3日 J 1st第6節 vs清水エスパルス戦（日本平スタジアム）
- Jリーグ初得点： 1997年5月7日 J 1st第7節 vsサンフレッチェ広島戦（市原臨海競技場）

## 代表歴

### 出場大会
- 1995年 U-17世界選手権
- 1999年 ワールドユース
- 2000年 シドニーオリンピック

### 試合数
- 国際Aマッチ 1試合 0得点（2000年）[1]

| 日本代表 | 国際Aマッチ | 国際Aマッチ |
| 年       | 出場        | 得点        |
| -------- | ----------- | ----------- |
| 2000     | 1           | 0           |
| 通算     | 1           | 0           |

### 出場
| No. | 開催日         | 開催都市 | スタジアム                 | 対戦相手 | 結果 | 監督                 | 大会             |
| --- | -------------- | -------- | -------------------------- | -------- | ---- | -------------------- | ---------------- |
| 1.  | 2000年12月20日 | 東京都   | 国立霞ヶ丘競技場陸上競技場 | 韓国     | △1-1 | フィリップ・トルシエ | キリンビバレッジ |

## 指導歴
- 2013年 - 浦和レッドダイヤモンズ
  - 2013年 - 2017年 ハートフルクラブコーチ[17]
  - 2018年 - ジュニアコーチ[17]